# Ramon Montaner i Viladrich
Ramon Montaner i Viladrich (Solsona, 1974) és un empresari i polític català, actualment primer tinent d'alcalde de Solsona així com regidor de Desenvolupament Local, Medi Ambient i Parcs i Jardins.

## Carrera política
Ramon Montaner, vinculat a Esquerra Republicana de Catalunya, s'incorporà al projecte polític d'aquesta formació per les Eleccions municipals de 2019, on fou escollit regidor. En el seu primer mandat començà com a segon tinent d'alcalde (2019-2021), passant posteriorment a primer tinent d'alcalde durant la remodelació del govern feta després de la sortida de David Rodríguez, i la seva substitució per Judit Gisbert. A més a més, és regidor de Desenvolupament Local, Medi Ambient i Parcs i Jardins, i és el responsable de l'executiu adscrit als polígons industrials i els barris del Pont i la carretera de Sant Llorenç i la Creu de Sant Joan.

## Àmbit associatiu
Àmpliament vinculat al teixit associatiu de la ciutat de Solsona, ha estat vinculat fortament amb entitats esportives com el Club Bàsquet Solsona (del que en fou jugador i entrenador) o a l'Agrupament Escola i Guia Pare Claret.